# Elliponeura
Elliponeura là một chi ruồi trong họ Chloropidae.